# Søren Pedersen (politiker, 1826-1898)
 Der er flere personer med dette navn, se Søren Pedersen.
Søren Pedersen (14. december 1826 i Jetsmark Sogn – 21. november 1898) var en dansk husmand og politiker.
Søren Pedersen blev født 14. december 1826 i Jetsmark Sogn, Hjørring Amt, og søn af gårdejer Peder Andersen (1789-1845). Han blev 1851 smed i Blokhus i nabosognet Hune og valgtes her 1856 til sogneforstanderskabet, men flyttede næste år tilbage til Jetsmark, hvor han købte et hus og efterhånden opdyrkede 20-30 tdr. land hede eller kærjord. Han solgte 1872 med god fordel den større halvdel og overdrog 1885 resten til en svigersøn med undtagelse af et stykke, hvor han byggede sig et hus. Han blev 1881 vurderingsmand for Husmandskreditforeningen, havde 1881-90 det hverv at undersøge de huslodder i Hjørring Amt, hvis ejere søgte præmier for god dyrkning, og var fra 1887 i nogle år medlem af bestyrelsen for Hjørring Amts Landboforening.
1858 valgtes han til Folketinget for Hjørring Amts 5. kreds og genvalgtes her indtil 1866; var 1864-65 tillige medlem af Rigsrådets Folketing. Han sluttede sig først til Bondevennerne og var i april 1865 medlem af fællesudvalget om Grundlovssagen; han stemte imod forslaget, fordi det ikke tog tilstrækkeligt hensyn til bøndernes krav om Landstingets sammensætning, men erkendte ellers, at den tidligere ordning ikke var retfærdig. Senere sluttede han sig dog til den gennemsete Grundlov og mistede derfor sin plads i tinget. 1865 var han medstifter af Oktoberforeningen og blev medlem af dens bestyrelse. Ved et udfyldningsvalg 1868 valgtes han til Landstinget og genvalgtes 1874 og 1882. Han hørte her til den gruppe (Venstre centrum), der havde Carl Ploug til fører, og gjorde god tjeneste i ikke få vigtige udvalg, bl.a. om vandafledning og om kreditforeninger for husmænd. Han var en forstandig, vel oplyst og selvstændig mand, frisindet og mådeholden; ønskede således større indflydelse for menighederne på præsternes valg, end regeringen ville tilstå, men foretrak en forbedring af den offentlige folkeskole frem for de nye friskoler. Da den politiske kamp i 1880'erne blev heftigere, hørte han til dem, der søgte for enhver pris at undgå et brud mellem tingene, bl.a. som medlem af fællesudvalget om finansloven 1882, og misfornøjet med begge de store partiers holdning trak han sig tilbage i sommeren 1885.
Han ægtede 7. januar 1853 Maren Christensen (13. juni 1831 – 5. september 1891), datter af bolsmand Chr. Christensen i Brovst, og døde 21. november 1898.